# Hamrane
Hamrane är en kulle i Antarktis. Den ligger i Östantarktis. Norge gör anspråk på området. Toppen på Hamrane är 2 412 meter över havet, eller 19 meter över den omgivande terrängen. Bredden vid basen är 0,94 km.
Terrängen runt Hamrane är varierad.  Trakten är obefolkad. Det finns inga samhällen i närheten. 